# Hubert Berke
Hubert Berke (* 22. Januar 1908 in Buer; † 24. November 1979 in Köln-Rodenkirchen) war ein deutscher Maler und Grafiker.

## Leben
Berke stammte aus einem katholisch geprägten Elternhaus. Er wurde im St.-Josef-Gymnasium in Bocholt und in einer Missionsschule in Bensheim im Odenwald erzogen. Er bekam hier eine gründliche humanistische Bildung und wurde auf ein künftiges Leben als Missionar in China vorbereitet. Der frühe Kontakt mit der ostasiatischen Kunst und Philosophie und das Kennenlernen fremder Kulturen sollte sein späteres Werk beeinflussen.
Nach dem Abitur entschloss sich Berke, nachdem er von 1930 bis 1932 an der Universität Münster und der Universität Königsberg für ein Studium der Philosophie, katholische Theologie, alte Sprachen und Kunstgeschichte eingeschrieben war, für ein Studium der Malerei. Die Vorlesungen des damals sehr bekannten christlichen Existenzphilosophen Peter Wust (1884–1940) hatten bei ihm große Eindrücke hinterlassen.
Über Königsberg, wo er bei Wilhelm Worringer (1881–1965), einem der geistigen Wegbereiter des Expressionismus, und dem Maler Fritz Burmann (1892–1945) die Studien in Kunstgeschichte und Malerei fortsetzte, gelangte er schließlich 1932 als einer der letzten Schüler von Paul Klee (1879–1940) an die Kunstakademie Düsseldorf. Als dieser 1933 von den Nationalsozialisten abgesetzt wurde und in die Schweiz zurückkehren musste, verließ Berke ebenfalls die Akademie, setzte 1934 kurzzeitig seine Studien am Niederrhein bei dem Expressionisten Heinrich Nauen (1880–1940) fort, bevor er sich schließlich in Köln niederließ und hauptsächlich von Aufträgen als Werbe- und Buchillustrator lebte.
Daneben schuf er ein eigenständiges künstlerisches Werk, u. a. viele Arbeiten auf Papier, bei denen er die bei Paul Klee gelernte Technik der Monotypie verfeinerte und wie sein Lehrer zwischen Abstraktion und Gegenständlichkeit zu changieren wusste.
Hubert Berke war seit 1937 mit der Textilkünstlerin Brunhilde Hoppe (1913–2006) verheiratet, mit der er drei Kinder hatte, darunter Eva Ohlow (* 1940), die als Künstlerin in Köln tätig ist.
1951 wurde er Mitglied der in München gegründeten Künstlergruppe ZEN 49. Seit 1955 schuf er seine bekannten Nagelbilder, Objekte, Maschinen, Glasfenster, Mosaike und Gobelins. Seit 1960 hatte er einen Lehrstuhl für „Freihandzeichnen und Aquarellieren“ an der Rheinisch-Westfälischen Technischen Hochschule Aachen inne.
Hubert Berke war Mitglied im Westdeutschen Künstlerbund und im Deutschen Künstlerbund.

## Werk
Neben der Prägung durch seinen Düsseldorfer Lehrer kann man besonders im zeichnerischen und illustrativen Werk immer wieder eine Verwandtschaft zu Alfred Kubin (1877–1959) entdecken, mit dem er 1940 auch persönlich auf dessen Gut in Zwickledt (Oberösterreich) zusammentraf.

„Damals zeichnete er hauptsächlich spielerische Phantasmagorien, Totentänze, auch harmloses Mutter-, Kind-, Blumen- und Puppenbilder, die er ausstellen konnte, im Stillen aber gewagte Aquarelle, Zeichnungen und Holzschnitte, die das figürliche weitgehend in eine oft ironische, oft doppelbödige und formauflösende Bewegtheit und Phantastik überführen.
Es entstanden erstaunliche Abstraktionen, Gleichnisse für die Irrationalität und den makabren, stumpfsinnigen Spuk der damaligen Zeit, ein eigener Surrealismus und eine eigene dynamische Abstraktion. Sie bezeugen Berkes geistige Unabhängigkeit und sein konsequentes Bestreben, die künstlerischen Möglichkeiten der Moderne durch diese grauenvolle Zeit hindurchzutragen. Einige Holzschnitte vom Ende der dreißiger Jahre vermitteln in ihrer Brüchigkeit und Aufgelöstheit – der Holzmaserung, der Spuren des Messers, der zerfallenden Gegenstandsformen – eine Unfestigkeit des Erkennbaren, die sich inhaltlich mit dem Thema des Vermoderns und der Durchdringung des Lebens mit dem Tod verbinden.“

Nach dem Zweiten Weltkrieg gehörte er 1947 zusammen mit den Malern Hann Trier, Joseph Fassbender, Georg Meistermann, Eugen Batz und anderen Persönlichkeiten der rheinischen kulturellen Szene zu den Begründern der Alfterer Donnerstag-Gesellschaft, einer der frühen künstlerischen Zusammenschlüsse im Nachkriegsdeutschland, schloss sich 1951 der Künstlergruppe „ZEN 49“ an.
Berke ist nach dem Kriege hauptsächlich als abstrakt malender Künstler des lyrischen Informel bekannt geworden, war jedoch als Schöpfer von Fenstern und Mosaiken in kirchlichen und profanen Bauten (u. a. Stiftskirche Bonn, Bundesvereinigung der deutschen Arbeitgeberverbände, Köln), von Bühnenbildern für die Kölner Oper und Textilentwürfen (u. a. für das Haus von Bundeskanzler Ludwig Erhard) und – zeitlich vor und geistig unabhängig vom späteren „Nagelkünstler“ Günther Uecker – von Nagelobjekten in Wirklichkeit ein Universalkünstler. Er wechselte spielerisch zwischen Abstraktion und Gegenständlichkeit und war stets auch illustrativ tätig, u. a. zu Ernest Hemingways Schnee auf dem Kilimandscharo. oder zu Friedrich Gerke Sirmione Ein Sonettenkranz Mit Heinz Schildknecht und seinem Freund Erich Mülbe redigierte er den Ruhr-Almanach.

### Glasfenster
- Olpe, Kapelle im Mutterhaus der Franziskanerinnen, Maria-Theresia-Straße 32, Ausführung: Oidtmann 1969.
- Bonn, Stiftskirche, Glasfensterzyklus 1976
- Essen, Heiligenwand in der Christus-König-Kirche

## Preise und Auszeichnungen
Hubert Berke bekam eine Reihe wichtiger Preise: Cornelius-Preis 1948 Düsseldorf, Junger Westen Recklinghausen 1950, Großer Kunstpreis der Stadt Köln 1961, Konrad-von-Soest-Preis des Landschaftsverbandes Westfalen-Lippe 1962.

## Ausstellungen
Er hatte zahlreiche wichtige Ausstellungen im In- und Ausland (u. a. Paris 1948, São Paulo 1953, Pittsburgh 1958, Tokio 1959, Documenta II in Kassel 1959, New York 1959, 1960). Den 100. Geburtstag im Jahre 2008 würdigten fünf Museen in Nordrhein-Westfalen (Kunst aus Nordrhein-Westfalen, Aachen-Kornelimünster; LWL-Landesmuseum für Kunst und Kulturgeschichte Münster; Rheinisches Landesmuseum Bonn; Deutsches Glasmalerei-Museum Linnich; Städtisches Museum und Sparkasse Gelsenkirchen) mit unterschiedlichen Aspekten seines Schaffens und einem gemeinsamen Katalog.